# Заубер
Sauber Motorsport AG — швейцарская компания по производству спортивных и гоночных автомобилей и автогоночная команда, основанная в 1970 году Петером Заубером. В 1980-х годах успешно выступала в гонках спортпрототипов, производя шасси для команды Mercedes-Benz. Выступала в чемпионате мира Формулы-1 с 1993 года по 2018 год, затем в период с 2019 по 2023 год команда принимала участие в гонках Формулы-1 в качестве заводской команды Alfa Romeo и именовалась Alfa Romeo Racing, после чего в 2024 году возобновила участие в чемпионате под своим именем. За всю историю существования (до 2024 года включительно), команда провела 416 Гран-при (6-й результат за всю историю Формулы-1), но с момента дебюта команды в Формуле-1 ни один из её гонщиков ни разу не побеждал в гонках и не завоёвывал поул-позицию. Лучшими результатами стали два вторых места в гонках, занятых Серхио Пересом в 2012 годy, и два старта с первого ряда Жана Алези на трассе А1-Ринг (1998) и Камуи Кобаяси на трассе Спа-Франкоршам (2012). В 2016 году команда стала абсолютным рекордсменом по количеству  проведённых Гран-при без побед, переняв это сомнительное достижение у команды «Минарди».

## История

### 1980-е: Участие в гонках на выносливость

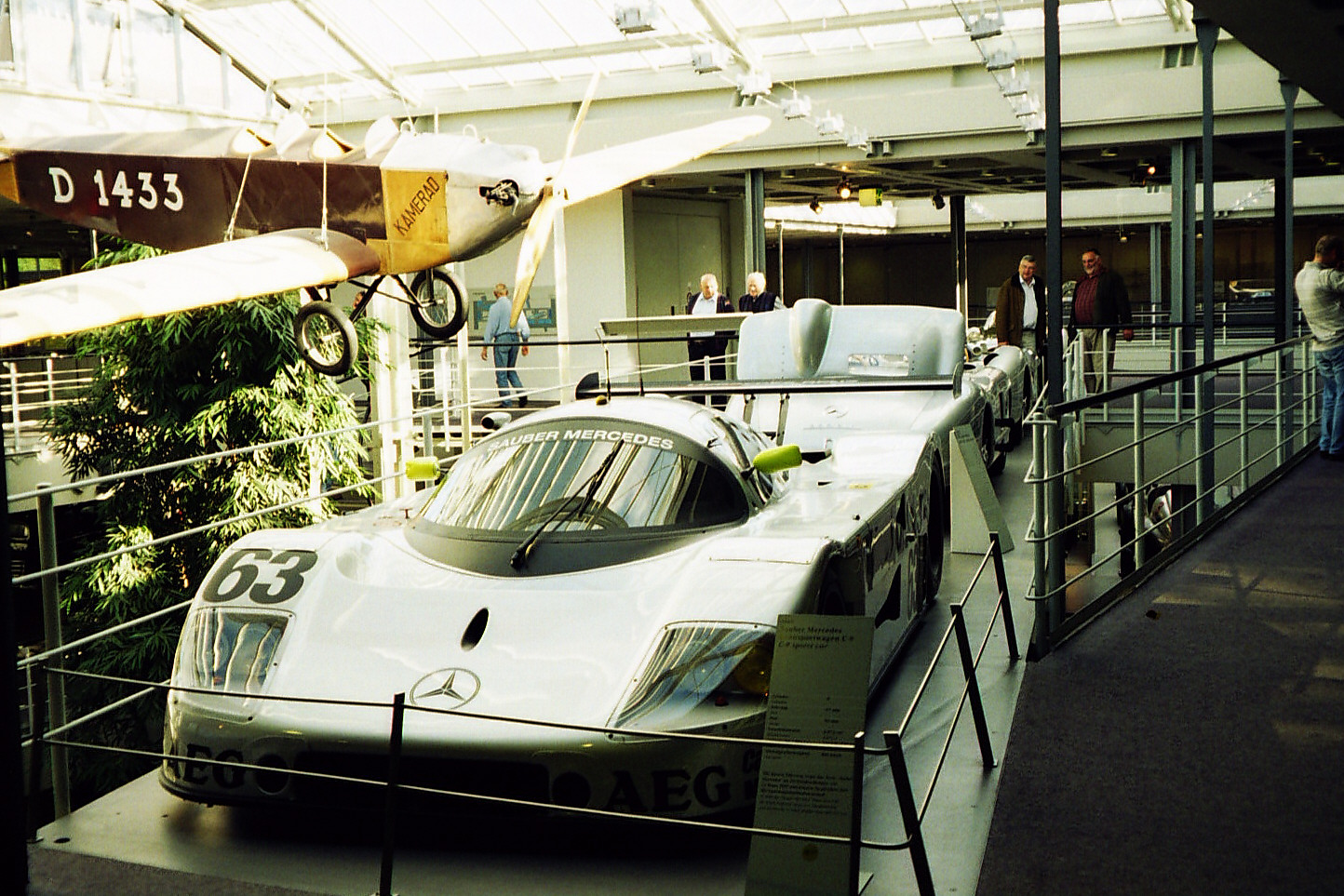
Sauber Mercedes C9 в заводском музее концерна Mercedes-Benz в Штутгарте

Компания Sauber была основана известным автомобильным конструктором и инженером Петером Заубером. В 1980-е годы Sauber стал официальным представителем концерна Mercedes-Benz в гонках спортпрототипов. На автомобиле Sauber Mercedes C9 в 1989 году Йохен Масс, Мануэль Рейтер и Стенли Дикенс выиграли знаменитую гонку 24 часа Ле-Мана. Также, в 1989 и 1990 годах с Жаном-Луи Шлессером команда выиграла всемирный чемпионат спортпрототипов. Однако в 1993 году этот чемпионат прекратил своё существование.

### 1990-е: Дебют в Формуле-1
В 1993 году, после закрытия чемпионата спортпрототипов, Петер Заубер создал свою команду в чемпионате Формуле-1. Sauber продолжил сотрудничество с концерном Mercedes-Benz. В Sauber C12 использовался мотор Sauber LH10, разработанный при поддержке Mercedes-Benz. Скорость автомобилей была достаточно высокой, но команда страдала от низкой надёжности. Более чем в половине гонок Юрки Ярвилехто и Карл Вендлингер сошли с дистанции. Однако в тех случаях, когда автомобили гонщиков Sauber доходили до финиша, они почти всегда финишировали в очковой зоне, в итоге принеся своей команде седьмое место в чемпионате 1993 года.
Несмотря на успешный дебют Хайнца-Харальда Френтцена и статус официального представителя Mercedes-Benz, 1994 год стал неудачным для команды Петера Заубера. Карл Вендлингер получил тяжёлую травму на Гран-при Монако 1994 года и выбыл из строя до конца сезона. Руководитель команды снял с гонки и своего второго гонщика до выяснения обстоятельств. Mercedes-Benz, разочарованный результатами Sauber, отказал им в поддержке и заключил соглашение с McLaren.
Новым титульным спонсором швейцарской команды стала компания Red Bull GmbH. Следующие два года команда провела, используя двигатели Ford, менее мощные и надёжные, чем их предшественники. Однако это не помешало Френтцену принести своей команде бронзу на Гран-при Италии 1995 года. На следующий год его успех повторил Джонни Херберт, поднявшийся на подиум в Монако. Команда из года в год стабильно занимала седьмое место в кубке конструкторов.
С 1997 года Sauber заключил выгодное соглашение с Ferrari о поставках двигателей. Отныне, команда получала прошлогоднюю модификацию двигателей Ferrari, каждый год новую. Кроме того, спонсором Sauber стал малайский нефтяной концерн Petronas, «одолживший» своё имя клиентским двигателям в рекламных целях. Полное название команды теперь стало Red Bull Sauber Petronas. Жан Алези подтвердил скорость нового автомобиля, придя третьим на дождевом Гран-при Бельгии 1998 года, но на следующий год прогресс оказался недостаточным, и Sauber был отброшен на восьмое место.

### 2000-е
Несмотря на давление спонсоров, Петер Заубер отказался брать в боевой состав 2001 года своего тест-пилота Энрике Бернольди, протеже концерна Red Bull GmbH, предпочтя ему считавшегося тогда «тёмной лошадкой» Кими Райкконена. Бернольди и с ним титульный спонсор перешли в команду Arrows. Петер Заубер не прогадал: обновление состава привело к резкому скачку результатов. Чемпион Формулы-3000 Ник Хайдфельд и дебютант Кими Райкконен подарили Петеру Зауберу лучший на тот момент сезон в истории его команды. Кими завоевал очко в дебютной гонке, а Ник смог подняться на подиум на Гран-при Бразилии 2001 года. По итогам года на счету Заубера было 21 очко и четвёртое место в кубке конструкторов. Под впечатлением от этого сезона, Рон Деннис пригласил Райкконена вторым пилотом в McLaren, на место уходящего из Формулы-1 чемпиона мира Мики Хаккинена.
На следующий год Хайдфельд и его новый партнер Фелипе Масса оказались менее результативны в условиях полного доминирования Ferrari и уверенных вторых и третьих мест Williams и McLaren, завоевав пятое место. Вдобавок, многообещающий дебютант Масса инцинировал столкновения с Педро де ла Росой в Монце и был оштрафован на 10 мест в следующей гонке в США. Чтобы не получить этот штраф в Sauber решили заменить на Гран-при США 2002 на Хайнца-Харальда Френтцена. В следующем сезоне команда заменила его на ветерана Френтцена, отправив Массу своим партнерам из Ferrari в качестве тест-пилота. Френтцен в своей предпоследней гонке привел Sauber вновь на подиум.
С 2004 года, по договорённости с Ferrari, Масса вновь вернулся за руль швейцарских автомобилей. В Scuderia Ferrari рассматривали молодого бразильца как своего потенциального будущего гонщика и хотели дать ему набраться гоночного опыта. Выступления Массы в Sauber были средней результативности. Уже почти по традиции Петер Заубер привлекал в свою команду опытных ветеранов: в 2004 году — Джанкарло Физикеллу, а в 2005 — Жака Вильнёва. Однако ни Масса, ни опытные гонщики, ни переход на резину Michelin, ни новая аэродинамическая труба в Хинвиле за два года не помогли Sauber удержаться от падения результатов обратно до шестого-восьмого мест.

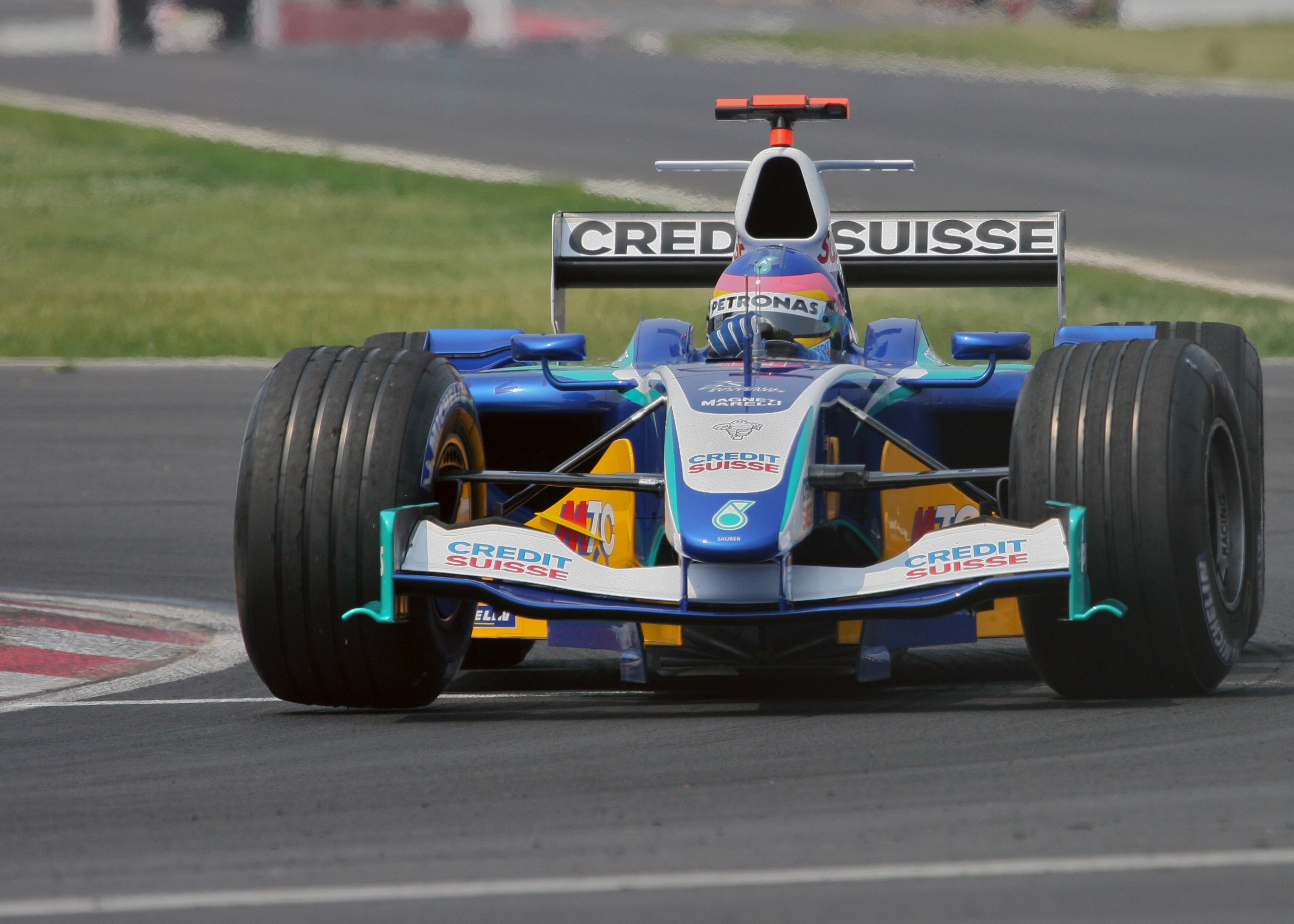
Жак Вильнёв за рулём Sauber C24 на Гран-при Канады 2005 года

2005 год ознаменовался громким разрывом союза Williams и BMW, объявивших о расторжении договоренностей на последующие чемпионаты и разделе успешно выступавшей команды Williams BMW. BMW обратилось к Петеру Зауберу с предложением о продаже контрольного пакета акций его компании. Швейцарец ответил согласием, и с конца 2005 года Sauber стал подразделением BMW и официальной заводской командой BMW в Формуле-1, формально называющейся BMW Sauber. Жак Вильнёв достался ей по наследству от швейцарской конюшни, а Ник Хайдфельд вернулся по протекции BMW.

### 2010-е: Воскрешение
В середине сезона 2009 концерн BMW заявил об уходе из Формулы-1. После долгих и трудных переговоров, 28 ноября 2009 года Петер Заубер выкупил долю акций BMW и вновь возглавил команду. Началась подготовка новой машины для сезона 2010 года — Sauber C29. Кандидатами на 3 места в команде являлись опытные Ник Хайдфельд, Ярно Трулли, Педро де ла Роса, а также два молодых перспективных гонщика — японец Камуи Кобаяси и россиянин Виталий Петров. 17 декабря 2009 года было объявлено о контракте с Камуи Кобаяси. 19 января 2010 года подтверждён контракт с Педро де ла Росой. Дебютный этап Формулы-1 получился непростым для команды Sauber — в Гран-при Бахрейна оба её гонщика сошли. Камуи Кобаяси покинул гонку на 12-м круге, Педро де ла Роса — на 29-м. В обоих случаях причиной досрочного прекращения борьбы стали неполадки в гидравлической системе машин. 17 сентября 2010 года Ник Хайдфельд подписал контракт до конца сезона, сменив Педро де ла Росу.

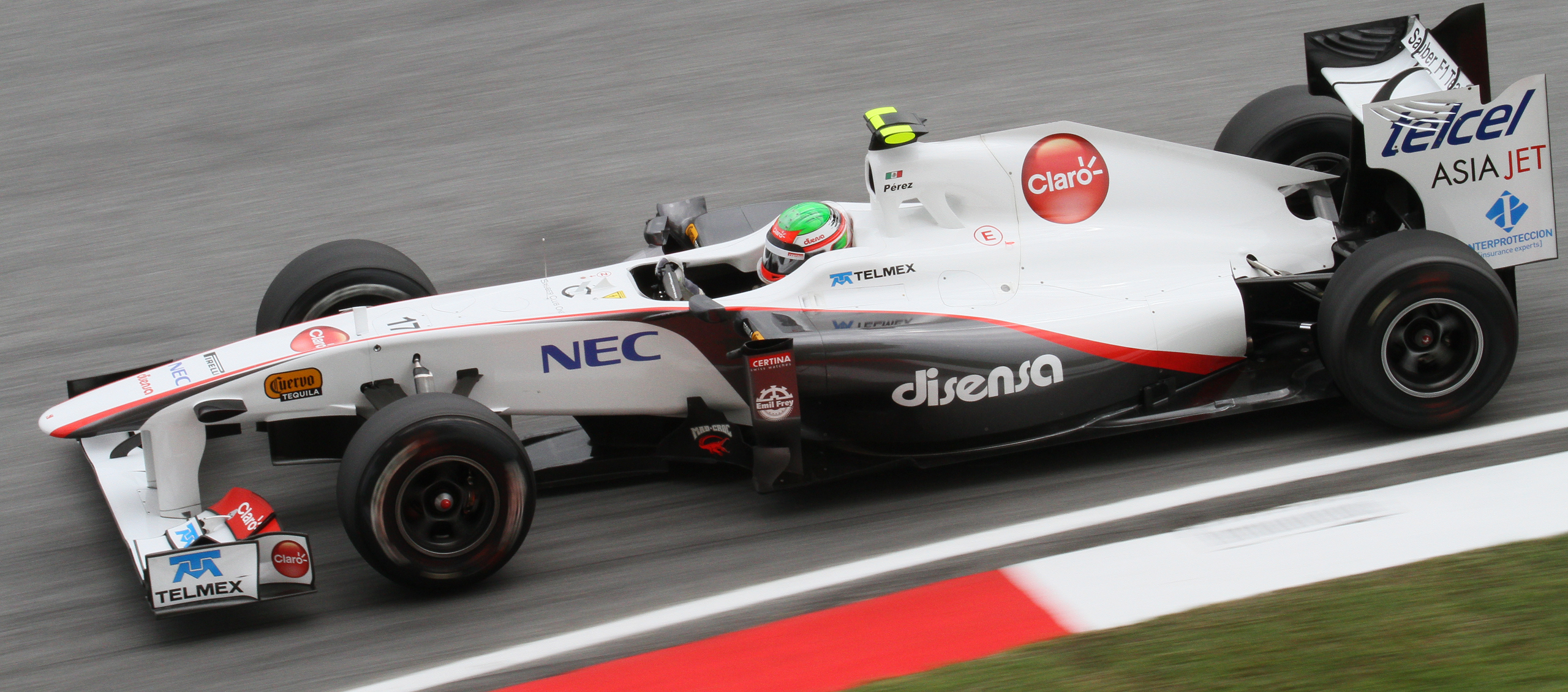
Серхио Переc за рулём Sauber C30 на 1-й свободной тренировке Гран-при Малайзии 2011 года

В 2011 году за команду выступали Камуи Кобаяси и Серхио Переc. В сентябре Кобаяси исполнилось 25 лет, и его ждал второй полный сезон в Формуле-1. В 2010 году высокая скорость японца, яркие обгоны и четкое выполнение тактических установок привлекли общее внимание. Гонщик заработал 32 из 44 очков команды Sauber. Презентация Sauber C30 прошла 31 января 2011 года в Валенсии, за день до начала предсезонных тестов. В Монако Серхио Переc попал в серьёзную аварию, после которой провёл два дня в госпитале, но 9 июня медицинская комиссия FIA допустила его к участию в Гран-при Канады. Однако гонщик почувствовал себя плохо после первой сессии свободных заездов, и команда решила заменить его, пригласив Педро де ла Росу.
Сезон 2012 года стал лучшим в истории команды. За команду продолжили выступать японский гонщик Камуи Кобаяси и Серхио Перес. Несмотря на то, что команда заняла в кубке конструкторов по окончании сезона лишь 6-е место, сконструированное Джеймсом Ки и Мэттом Моррисом шасси Sauber C31 было конкурентоспособным на всех этапах сезона за счет выдающейся в сравнении с соперниками-середняками аэродинамики машины, результатом сезона стали 3 подиума Серхио Переса и один подиум Камуи Кобаяси, причем Серхио Перес был близок к тому, чтобы принести наконец-то первую победу в истории команды — на малайзийской трассе Сепанг выйдя на второе место позади Алонсо машина Переса была, на удивление, быстрее автомобиля Алонсо, и на предпоследнем круге Перес сократил отставание от испанца до минимума и предпринял ряд атак, но ошибка и последующий разворот не позволили мексиканцу пройти Алонсо и одержать победу. Тем не менее, второе место Переса стало лучшим результатом как для команды Заубер в её истории, так и в карьере Переса на тот момент. Следующий подиум Перес заработал в Канаде, стартовав с 15-й позиции и придя к финишу третьим, причем Петер Заубер считал, что это третье место важнее второго места Переса в Сепанге, так как эта гонка, в отличие от Гран-при Малайзии, была обыкновенной — без дождя и появления машины безопасности, — что стало доказательством конкурентоспособности автомобиля швейцарской команды. На Гран-при Италии Перес вновь повторил свой лучший результат, придя к финишу вторым. Всего гонщики принесли в копилку команды 124 очка, что стало лучшим результатом с 1993 года.
В настоящее время[когда?] Петер Заубер владеет контрольным пакетом акций команды 66,6 %, а остальные принадлежат исполнительному директору Монише Кальтенборн, которая стала ведущей фигурой в команде после ухода BMW.
Во время летнего перерыва перед Гран-при Бельгии 2013 года команда объявила о подписании контракта на 2014 год с Сергеем Сироткиным, который должен был стать одним из призовых пилотов команды, но уже в декабре 2013 года руководитель команды Мониша Кальтенборн заявила, что Сироткин заявлен тест-пилотом, так как не нашёл спонсоров для оплаты места в команде. Таким образом, в сезоне 2014 призовыми пилотами команды являлись Адриан Сутиль и Эстебан Гутьеррес.
В сезоне 2014 года произошли изменения в техническом регламенте: изменения коснулись конструкций двигателя, коробки передач и тормозной системы, а также веса болида, количества топлива и конструкций элементов болида. Сконструированное Эриком Ганделлином шасси С33 оказалось полностью неконкурентоспособным. Вес шасси на деле оказался очень большим, блоки управления электронной части болида были недоработаны и постоянно перегревались, новая тормозная система требовала увеличения эффективности охлаждения, силовая установка Феррари 059/3 также требовала охлаждения и, таким образом, аэродинамических изменений в задней части кузова болида, предсезонные тесты показали низкую прижимную силу и слабую аэродинамическую эффективность автомобиля, что говорило об ошибках в проектировании днища и кузова шасси. Сезон 2014 стал худшим в истории команды. Несмотря на то, что в первом этапе на Гран-при Австралии оба пилоты заняли 11-е и 12-е места в гонке и были близки к попаданию в очковую зону, на последующих этапах команду ждало только разочарование. К 5-му этапу чемпионата команда работала над снижением веса болида, общий вес удалось уменьшить на 15 кг, но команде удалось собрать только один вариант, который пилотировал Эстебан Гутьеррес, который приехал к финишу 16-м. Несмотря на большие финансовые трудности, весь остаток сезона гоночные инженеры работали с модернизацией машины, инженерам удалось увеличить аэродинамическую эффективность машины и добиться увеличения мощности двигателя на 10 л.с., но это не привело к ощутимым результатам. Лучшими результатами сезона стали два 11-х места Адриана Сутиля и его же единственное попадание в третий сегмент квалификации на Гран-при США 2014 года. Гонщики сошли 13 раз и не набрали в течение сезона ни одного очка. В итоговой классификации команда заняла предпоследнее место и впервые в истории не набрала в сезоне очков. Гран-при Китая стал для команды 300-м в её истории, но при этом ей не удалось одержать ни одной победы. По окончании сезона команду покинули и Адриан Сутиль, и Эстебан Гутьеррес, а их место заняли Маркус Эрикссон, с которым контракт был подписан на сезон 2015 ещё на Гран-при США 2014 года в Остине, и 22-летний бразилец Фелипе Наср, в результате сделки команда Заубер обрела новых крупных спонсоров, которые должны были помочь решить финансовые проблемы швейцарской конюшни. С Сергеем Сироткиным контракт был расторгнут из-за отсутствия спонсоров у российского пилота.

#### 2015: Конфликт с ван дер Гарде
Сезон 2015 года стартовал для команды со скандала: тест-пилот Гидо ван дер Гарде подал на команду в суд за невыполнение обязательств команды. 11 марта 2015 года суд австралийского штата Виктория стал на сторону голландца, принимая во внимание тот факт, что у него на руках был действующий контракт на весь сезон 2015 года. Таким образом, команда была обязана посадить Гидо за руль призового болида. Из-за этого слушания команда не смогла принять участие в пятничных тренировках на Гран-при, а в случае невыполнения вердикта всё имущество, привезенное в Австралию, а также сама руководитель Мониша Кальтенборн, оказались бы под угрозой ареста. Утром 14 марта команда и гонщик достигли временного соглашения по поводу контрактных обязательств — голландский гонщик отказался от требования принять участие в Гран-при Австралии. В итоге, по результатам Гран-при, бразильский дебютант Фелипе Наср финишировал пятым, а Маркус Эрикссон — восьмым, что позволило набрать первые с Гран-при Бразилии 2013 года очки для команды. 18 марта ван дер Гарде опубликовал пресс-релиз, согласно которому команда и пилот расторгли соглашение. В целом сезон 2015 оказался более успешным для команды, и 36 набранных очков позволили вернуться на привычные для неё позиции (8-е место в кубке конструкторов).

#### 2016: Продажа команды
В 2016 году команда сохранила состав гонщиков, однако развить успех 2015 года это не помогло, и сезон 2016 стал во многом повторением сезона 2014 — отсутствие очков в копилке и последнее место в кубке конструкторов после первых 16 гонок.
В течение последних лет после возвращения в Формулу-1, команда постоянно испытывала недостаток финансирования, которое зачастую решалось за счёт приглашения гонщиков, имеющих солидную спонсорскую поддержку. В июле 2016 года было объявлено о покупке 100 % акций Sauber Holding AG швейцарской компанией Longbow Finance SA. Петер Заубер и Мониша Кальтенборн продали все свои акции, при этом Петер покинул все посты, а Мониша осталась членом Совета директоров и руководителем команды. Новые владельцы пообещали, что название команды и компании останутся прежними.
Под занавес сезона команда объявила, что в сезоне 2017 года будет использовать на своих автомобилях двигатели Ferrari образца 2016 года, став единственной командой в чемпионате, которая будет использовать прошлогодние двигатели.

### 2018: Подъём
В конце 2017 года руководители Sauber подписали контракт с Alfa Romeo, поэтому в этом году команда называлась Alfa Romeo Sauber. Швейцарская команда не сменила владельца, а компания Alfa Romeo просто была спонсором. Команда использовала актуальные силовые установки Ferrari. За команду выступали Шарль Леклер и Маркус Эрикссон. По сравнению с результатами команды в сезоне 2017 команда достигла огромного прогресса (5 очков в 2017 против 48 очков в 2018).

### 2019—2023: Возвращение Alfa Romeo
В 2019 году команда Заубер была переименована в Alfa Romeo Racing и начала выступать под этим названием.

### 2024—2025: Возвращение названия Sauber
Sauber объявил, что Чжоу и Боттас подписали контракт на сезон 2024 года. Sauber начал сезон под названием Stake F1 Team Kick Sauber, продолжив спонсорские соглашения, подписанные Alfa Romeo со Stake и Kick в предыдущем сезоне. Kick также приобрёл права на наименование шасси на два сезона: автомобиль 2024 года был назван Kick Sauber C44.

## Спонсоры

### Sauber Club One
В сезоне 2010 года на Гран-при Канады на моторных кожухах Sauber C29 появились логотипы эксклюзивного клуба Sauber Club One. По словам Петера Заубера, этот клуб предназначен для компаний, желающих участвовать в бизнесе Формулы-1, но не желающих публичности:
Формула-1 как маркетинговая платформа в последние годы претерпела определённые изменения. Раньше её глобальный охват в основном использовался для рекламы потребительских товаров. Но сегодня она также служит инструментом для заключения новых контрактов и установления деловых связей. Не сомневаюсь, что создавая наш клуб, мы отвечаем постоянно растущим потребностям.Петер Заубер в интервью F1News.ru.

### Основные спонсоры и партнёры команды в 2018 году
- Alfa Romeo
- Carrera
- Claro
- Richard Mille

## Результаты выступлений в Формуле-1

### Результаты за последние пять лет
| Легенда к таблице |                                                                    |
| --- | ------------------------------------------------------------------ |
| В таблице перечислены результаты всех Гран-при Формулы-1, в которых принимала участие команда. Строками таблицы являются сезоны, столбцами — этапы чемпионата мира. В каждой клетке указаны сокращённое название этапа и результаты гонщиков команды, дополнительно обозначенные цветом. Расшифровка обозначений и цветов представлена в нижеследующей таблице. |                                                                    |
| \| Пример \| Описание \| \| ------------ \| ------------------------------------------------------------------ \| \| 1 \| Победитель \| \| 2 \| Второе место \| \| 3 \| Третье место \| \| 5 \| Финишировал, заработав очки \| \| Сход \| Не финишировал, но при этом заработал очки \| \| 12 \| Финишировал, не получив очков \| \| НКЛ \| Финишировал, но не попал в финальную классификацию \| \| 15 \| Участвовал вне зачёта, либо по отдельной классификации \| \| 18 \| Не финишировал, но попал в финальную классификацию \| \| Сход \| Не финишировал \| \| НКВ \| Не прошёл квалификацию \| \| НПКВ \| Не прошёл предквалификацию \| \| ДСК \| Дисквалифицирован \| \| ИСК \| Исключён из протокола соревнований \| \| ТТ \| Заявлен для участия только в тренировках \| \| НС \| Участвовал в квалификации, но не стартовал в гонке \| \| Т \| Травмирован или болен \| \| ОТК \| Отказ от участия \| \| НТР \| Прибыл на соревнования, но на трассу не выезжал \| \| НПР \| Был заявлен в числе участников, но не прибыл к началу соревнований \| \| О \| Соревнования отменены \| \| \| Не участвовал \| \| Поул-позиция \| \| \| Быстрый круг \| \| |                                                                    |
| Пример | Описание                                                           |
| 1 | Победитель                                                         |
| 2 | Второе место                                                       |
| 3 | Третье место                                                       |
| 5 | Финишировал, заработав очки                                        |
| Сход | Не финишировал, но при этом заработал очки                         |
| 12 | Финишировал, не получив очков                                      |
| НКЛ | Финишировал, но не попал в финальную классификацию                 |
| 15 | Участвовал вне зачёта, либо по отдельной классификации             |
| 18 | Не финишировал, но попал в финальную классификацию                 |
| Сход | Не финишировал                                                     |
| НКВ | Не прошёл квалификацию                                             |
| НПКВ | Не прошёл предквалификацию                                         |
| ДСК | Дисквалифицирован                                                  |
| ИСК | Исключён из протокола соревнований                                 |
| ТТ | Заявлен для участия только в тренировках                           |
| НС | Участвовал в квалификации, но не стартовал в гонке                 |
| Т | Травмирован или болен                                              |
| ОТК | Отказ от участия                                                   |
| НТР | Прибыл на соревнования, но на трассу не выезжал                    |
| НПР | Был заявлен в числе участников, но не прибыл к началу соревнований |
| О | Соревнования отменены                                              |
| | Не участвовал                                                      |
| Поул-позиция |                                                                    |
| Быстрый круг |                                                                    |

| Сезон     | Шасси | Двигатель | Ш | Гонщики | 1 | 2 | 3 | 4 | 5 | 6 | 7 | 8 | 9 | 10 | 11 | 12 | 13 | 14 | 15 | 16 | 17 | 18 | 19 | 20 | 21 | 22 | 23 | 24 | Место | Очки |
| --------- | --- | --- | --- | --- | --- | --- | --- | --- | --- | --- | --- | --- | --- | --- | --- | --- | --- | --- | --- | --- | --- | --- | --- | --- | --- | --- | --- | --- | --- | --- |
| 2016      | Sauber C35 | Ferrari 061 1,6 V6Т | P | | АВС | БАХ | КИТ | РОС | ИСП | МОН | КАН | ЕВР | АВТ | ВЕЛ | ВЕН | ГЕР | БЕЛ | ИТА | СИН | МАЛ | ЯПО | США | МЕК | БРА | АБУ | | | | 10 | 2 |
| 2016      | Sauber C35 | Ferrari 061 1,6 V6Т | P | Наср | 15 | 14 | 20 | 16 | 14 | Сход | 18 | 12 | 13 | 15 | 17 | Сход | 17 | Сход | 13 | Сход | 19 | 15 | 15 | 9 | 16 | | | | 10 | 2 |
| 2016      | Sauber C35 | Ferrari 061 1,6 V6Т | P | Эрикссон | Сход | 12 | 16 | 14 | 12 | Сход | 15 | 17 | 15 | Сход | 20 | 18 | Сход | 16 | 17 | 12 | 15 | 14 | 11 | Сход | 15 | | | | 10 | 2 |
| 2017      | Sauber C36 | Ferrari 061 1,6 V6Т | P | | АВС | КИТ | БАХ | РОС | ИСП | МОН | КАН | АЗЕ | АВТ | ВЕЛ | ВЕН | БЕЛ | ИТА | СИН | МАЛ | ЯПО | США | МЕК | БРА | АБУ | | | | | 10 | 5 |
| 2017      | Sauber C36 | Ferrari 061 1,6 V6Т | P | Эрикссон | Сход | 15 | Сход | 15 | 11 | Сход | 13 | 11 | 15 | 14 | 16 | 16 | 18 | Сход | 18 | Сход | 15 | Сход | 13 | 17 | | | | | 10 | 5 |
| 2017      | Sauber C36 | Ferrari 061 1,6 V6Т | P | Джовинацци | 12 | | | | | | | | | | | | | | | | | | | | | | | | 10 | 5 |
| 2017      | Sauber C36 | Ferrari 061 1,6 V6Т | P | Верляйн | тест | | 11 | 16 | 8 | Сход | 15 | 10 | 14 | 17 | 15 | Сход | 16 | 12 | 17 | 15 | Сход | 14 | 14 | 14 | | | | | 10 | 5 |
| 2018      | Sauber C37 | Ferrari 062 EVO 1,6 V6Т | P | | АВС | БАХ | КИТ | АЗЕ | ИСП | МОН | КАН | ФРА | АВТ | ВЕЛ | ГЕР | ВЕН | БЕЛ | ИТА | СИН | РОС | ЯПО | США | МЕК | БРА | АБУ | | | | 8 | 48 |
| 2018      | Sauber C37 | Ferrari 062 EVO 1,6 V6Т | P | Эрикссон | Сход | 9 | 16 | 11 | 13 | 11 | 15 | 13 | 10 | Сход | 9 | 15 | 10 | 15 | 11 | 13 | 12 | 10 | 9 | Сход | Сход | | | | 8 | 48 |
| 2018      | Sauber C37 | Ferrari 062 EVO 1,6 V6Т | P | Леклер | 13 | 12 | 19 | 6 | 10 | 18 | 10 | 10 | 9 | Сход | 15 | Сход | Сход | 11 | 9 | 7 | Сход | Сход | 7 | 7 | 7 | | | | 8 | 48 |
| 2019—2023 | Команда принимала участие в гонках Формулы-1 в качестве заводской команды Alfa Romeo и именовалась Alfa Romeo Racing. Статистику выступлений команды Alfa Romeo смотрите на основной странице. | Команда принимала участие в гонках Формулы-1 в качестве заводской команды Alfa Romeo и именовалась Alfa Romeo Racing. Статистику выступлений команды Alfa Romeo смотрите на основной странице. | Команда принимала участие в гонках Формулы-1 в качестве заводской команды Alfa Romeo и именовалась Alfa Romeo Racing. Статистику выступлений команды Alfa Romeo смотрите на основной странице. | Команда принимала участие в гонках Формулы-1 в качестве заводской команды Alfa Romeo и именовалась Alfa Romeo Racing. Статистику выступлений команды Alfa Romeo смотрите на основной странице. | Команда принимала участие в гонках Формулы-1 в качестве заводской команды Alfa Romeo и именовалась Alfa Romeo Racing. Статистику выступлений команды Alfa Romeo смотрите на основной странице. | Команда принимала участие в гонках Формулы-1 в качестве заводской команды Alfa Romeo и именовалась Alfa Romeo Racing. Статистику выступлений команды Alfa Romeo смотрите на основной странице. | Команда принимала участие в гонках Формулы-1 в качестве заводской команды Alfa Romeo и именовалась Alfa Romeo Racing. Статистику выступлений команды Alfa Romeo смотрите на основной странице. | Команда принимала участие в гонках Формулы-1 в качестве заводской команды Alfa Romeo и именовалась Alfa Romeo Racing. Статистику выступлений команды Alfa Romeo смотрите на основной странице. | Команда принимала участие в гонках Формулы-1 в качестве заводской команды Alfa Romeo и именовалась Alfa Romeo Racing. Статистику выступлений команды Alfa Romeo смотрите на основной странице. | Команда принимала участие в гонках Формулы-1 в качестве заводской команды Alfa Romeo и именовалась Alfa Romeo Racing. Статистику выступлений команды Alfa Romeo смотрите на основной странице. | Команда принимала участие в гонках Формулы-1 в качестве заводской команды Alfa Romeo и именовалась Alfa Romeo Racing. Статистику выступлений команды Alfa Romeo смотрите на основной странице. | Команда принимала участие в гонках Формулы-1 в качестве заводской команды Alfa Romeo и именовалась Alfa Romeo Racing. Статистику выступлений команды Alfa Romeo смотрите на основной странице. | Команда принимала участие в гонках Формулы-1 в качестве заводской команды Alfa Romeo и именовалась Alfa Romeo Racing. Статистику выступлений команды Alfa Romeo смотрите на основной странице. | Команда принимала участие в гонках Формулы-1 в качестве заводской команды Alfa Romeo и именовалась Alfa Romeo Racing. Статистику выступлений команды Alfa Romeo смотрите на основной странице. | Команда принимала участие в гонках Формулы-1 в качестве заводской команды Alfa Romeo и именовалась Alfa Romeo Racing. Статистику выступлений команды Alfa Romeo смотрите на основной странице. | Команда принимала участие в гонках Формулы-1 в качестве заводской команды Alfa Romeo и именовалась Alfa Romeo Racing. Статистику выступлений команды Alfa Romeo смотрите на основной странице. | Команда принимала участие в гонках Формулы-1 в качестве заводской команды Alfa Romeo и именовалась Alfa Romeo Racing. Статистику выступлений команды Alfa Romeo смотрите на основной странице. | Команда принимала участие в гонках Формулы-1 в качестве заводской команды Alfa Romeo и именовалась Alfa Romeo Racing. Статистику выступлений команды Alfa Romeo смотрите на основной странице. | Команда принимала участие в гонках Формулы-1 в качестве заводской команды Alfa Romeo и именовалась Alfa Romeo Racing. Статистику выступлений команды Alfa Romeo смотрите на основной странице. | Команда принимала участие в гонках Формулы-1 в качестве заводской команды Alfa Romeo и именовалась Alfa Romeo Racing. Статистику выступлений команды Alfa Romeo смотрите на основной странице. | Команда принимала участие в гонках Формулы-1 в качестве заводской команды Alfa Romeo и именовалась Alfa Romeo Racing. Статистику выступлений команды Alfa Romeo смотрите на основной странице. | Команда принимала участие в гонках Формулы-1 в качестве заводской команды Alfa Romeo и именовалась Alfa Romeo Racing. Статистику выступлений команды Alfa Romeo смотрите на основной странице. | Команда принимала участие в гонках Формулы-1 в качестве заводской команды Alfa Romeo и именовалась Alfa Romeo Racing. Статистику выступлений команды Alfa Romeo смотрите на основной странице. | Команда принимала участие в гонках Формулы-1 в качестве заводской команды Alfa Romeo и именовалась Alfa Romeo Racing. Статистику выступлений команды Alfa Romeo смотрите на основной странице. | Команда принимала участие в гонках Формулы-1 в качестве заводской команды Alfa Romeo и именовалась Alfa Romeo Racing. Статистику выступлений команды Alfa Romeo смотрите на основной странице. | Команда принимала участие в гонках Формулы-1 в качестве заводской команды Alfa Romeo и именовалась Alfa Romeo Racing. Статистику выступлений команды Alfa Romeo смотрите на основной странице. | Команда принимала участие в гонках Формулы-1 в качестве заводской команды Alfa Romeo и именовалась Alfa Romeo Racing. Статистику выступлений команды Alfa Romeo смотрите на основной странице. | Команда принимала участие в гонках Формулы-1 в качестве заводской команды Alfa Romeo и именовалась Alfa Romeo Racing. Статистику выступлений команды Alfa Romeo смотрите на основной странице. | Команда принимала участие в гонках Формулы-1 в качестве заводской команды Alfa Romeo и именовалась Alfa Romeo Racing. Статистику выступлений команды Alfa Romeo смотрите на основной странице. | Команда принимала участие в гонках Формулы-1 в качестве заводской команды Alfa Romeo и именовалась Alfa Romeo Racing. Статистику выступлений команды Alfa Romeo смотрите на основной странице. |
| 2024      | Kick Sauber C44 | Ferrari 066/12 1,6 V6Т | P | | БАХ | САУ | АВС | ЯПО | КИТ | МАЙ | ЭМИ | МОН | КАН | ИСП | АВТ | ВЕЛ | ВЕН | БЕЛ | НИД | ИТА | АЗЕ | СИН | США | МЕХ | САП | ЛАС | КАТ | АБУ | 10 | 4 |
| 2024      | Kick Sauber C44 | Ferrari 066/12 1,6 V6Т | P | Чжоу | 11 | 18 | 15 | Сход | 14 | 14 | 15 | 16 | 15 | 13 | 17 | 18 | 19 | Сход | 20 | 18 | 14 | 15 | 19 | 15 | 15 | 13 | 8 | 13 | 10 | 4 |
| 2024      | Kick Sauber C44 | Ferrari 066/12 1,6 V6Т | P | Боттас | 19 | 17 | 14 | 14 | Сход | 16 | 18 | 13 | 13 | 16 | 16 | 15 | 16 | 15 | 19 | 16 | 16 | 16 | 17 | 14 | 13 | 18 | 11 | Сход | 10 | 4 |
| 2025      | Kick Sauber C45 | Ferrari 066/12 1,6 V6Т | P | | АВС | КИТ | ЯПО | БАХ | САУ | МАЙ | ЭМИ | МОН | ИСП | КАН | АВТ | ВЕЛ | БЕЛ | ВЕН | НИД | ИТА | АЗЕ | СИН | США | МЕХ | САП | ЛАС | КАТ | АБУ | 6* | 43* |
| 2025      | Kick Sauber C45 | Ferrari 066/12 1,6 V6Т | P | Хюлькенберг | 7 | 15 | 16 | ДСК | 15 | 14 | 12 | 16 | 5 | 8 | 9 | 3 | 12 | | | | | | | | | | | | 6* | 43* |
| 2025      | Kick Sauber C45 | Ferrari 066/12 1,6 V6Т | P | Бортолето | Сход | 14 | 19 | 18 | 18 | Сход | 18 | 14 | 12 | 14 | 8 | Сход | 9 | | | | | | | | | | | | 6* | 43* |

### Статистика моторов
- В 1993 году под названием Sauber использовались моторы Ilmor[англ.], сконструированные и поставлявшиеся при поддержке Mercedes-Benz[32].

| Модель              | Сезоны | Гран-при | Победы | Поулы | Быстрые круги | Очки | Шасси      | Команды |
| ------------------- | ------ | -------- | ------ | ----- | ------------- | ---- | ---------- | ------- |
| Sauber LH10 3,5 V10 | 1993   | 16       | 0      | 0     | 0             | 12   | Sauber C12 | Sauber  |